# Semetiš
Semetiš je naseljeno mjesto u općini Kakanj, Federacija Bosne i Hercegovine, BiH.

## Stanovništvo

### 1991.
Nacionalni sastav stanovništva 1991. godine, bio je sljedeći:
ukupno: 165
- Muslimani - 164
- ostali, neopredijeljeni i nepoznato  - 1

### 2013.
Nacionalni sastav stanovništva 2013. godine, bio je sljedeći:
ukupno: 100
- Bošnjaci - 86
- ostali, neopredijeljeni i nepoznato - 14